# Machaonia acunae
Machaonia acunae är en måreväxtart som beskrevs av Attila L. Borhidi och M.Fernández Zeq.. Machaonia acunae ingår i släktet Machaonia och familjen måreväxter. Inga underarter finns listade i Catalogue of Life.